# Robert de Keldeleth
Robert de Keldeleth ou de Kenleith  (mort en 1273) est un religieux cistercien écossais qui fut abbé de Dunfermline (1241-1251), régent d'Écosse et chancelier d'Écosse (1249-1251), puis abbé de Melrose (1269-1273).

## Biographie
Lorsque l'abbé Gaufrid III meurt en 1240 après un abbatiat de deux ans et 7 mois les moines bénédictins de l'abbaye de Dunfermline choisissent l'un des leurs Robert de Keldeleth ou de Kenleith comme successeur. Il a déjà la  réputation d'un lettré d'un théologien et d'un juriste. Il commence par mettre de l'ordre dans les finances de  l'administration de l'abbaye. Son gouvernement est marqué par le relations étroites qu'il entretient avec le pape Innocent IV qui délivre pas moins de 21 bulles pontificales relatives à l'abbaye entre 1243 et 1251. Dès 1243 il devient abbé mitré et reçoit le titre de « seigneur abbé ». En 1245 il commence la procédure de canonisation de la reine Marguerite, fondatrice de l'abbaye fondée sur les miracles constatés et qui aboutit en 1249. Le comte de Fife Mael Coluim II rend l'hommage à l'abbaye devant le grand autel et lui donne le domaine de Cluny. Le 19 juin 1250 en présence du jeune roi Alexandre III d'Écosse de sa mère Marie de Coucy des évêques des abbés et de la noblesse du royaume d'Écosse a lieu la translation des reliques de la nouvelle sainte et des restes de son époux le roi Malcolm III d'Écosse.
L'abbé est aussi à l'origine de l'installation dans son église abbatiale en 1247 d'un orgue à vent instrument très rare à l'époque et de l'édification en 1249 d'un nouveau chœur qui est consacré comme l'abbaye à la Sainte Trinité et à Sainte Marguerite qui devient ainsi la patronne de l'abbaye.
Robert s'implique également dans le vie politique où il fait preuve d'une grande sagacité. À la mort du roi Alexandre II en 1249 il devient Régent et Lord chancelier d'Écosse . L'abbé Robert  est toutefois soupçonné d'être impliqué dans les intrigues d'Alan Durward qui cherche à obtenir la légitimation de la naissance de son épouse Marjory une bâtarde du roi Alexandre II d'Écosse afin d'établir un éventuel droit de succession de leur fille ainée Ermengarde en cas de disparition prématurée du jeune roi Alexandre III d'Écosse. Sur la pression de la famille Comyn Robert doit se démettre en 1251 de ses fonctions et de son abbatiat ou il est remplacé par l'abbé John (1251-1256) . Il devient un simple moine cistercien  à l'abbaye de Newbattle mais en 1269 il est cependant élu abbé de l'abbaye de Melrose où il meurt en 1273.